# Gregory S. Boebinger
Gregory Scott Boebinger (* 1959) ist ein US-amerikanischer Physiker, Professor an der Florida State University und Direktor des National High Magnetic Field Laboratory in Tallahassee, Florida.

## Leben
Boebinger machte seinen PhD. im Jahr 1986 am Massachusetts Institute of Technology. 1987 wechselte er zu den Bell Laboratories, bevor er 1998 Direktor des Pulsed Magnet Laboratory in Los Alamos, einer der drei Einrichtungen des National High Magnetic Field Laboratory, wurde. Sechs Jahre später wechselte Boebinger an die Florida State University, wo er Direktor der dortigen Einrichtung des National High Magnetic Field Laboratory wurde. Damit wurde er zugleich Direktor aller Einrichtungen. Seit 2004 ist er außerdem Full Professor an der Florida State University in Tallahassee.

## Forschung
Boebinger untersuchte die Transporteigenschaften von Cuprat-Hochtemperatursupraleitern unter hohen Magnetfeldern und entdeckte einen Metall-Isolator-Übergang mit einer ungewöhnlichen Temperatur- und Magnetfeldabhängigkeit der elektrischen Leitfähigkeit und der spezifischen Wärmekapazität. Außerdem arbeitete er an Experimenten zum ganzzahligen und fraktionellen Quanten-Hall-Effekt in zweidimensionalen Elektronensystemen sowie zu topologischen Isolatoren unter hohen Magnetfeldern.

## Preise und Auszeichnungen
Im Jahr 1977 erhielt Boebinger das National Merit Scholarship. 1996 wurde er Fellow der American Physical Society und im Jahr 2017 wurde Boebinger zum Mitglied der American Academy of Arts and Sciences gewählt, 2021 zum Mitglied der National Academy of Sciences.